# 1. Amateurliga Nordwürttemberg 1974/75
Die 1. Amateurliga Nordwürttemberg 1974/75 war die fünfzehnte Saison der 1. Amateurliga in Nordwürttemberg. Die Meisterschaft gewann erneut der VfR Aalen mit zwei Punkten Vorsprung vor der SpVgg 07 Ludwigsburg. In der Aufstiegsrunde zur 2. Fußball-Bundesliga belegte der VfR Aalen nur den dritten Platz und verpasste damit den Aufstieg.
Der 1. FC Normannia Gmünd, der SB Heidenheim, der TSV Neu-Ulm und die SpVgg Aidlingen stiegen in die 2. Amateurliga ab.

## Abschlusstabelle
| Pl. | Verein                       | Sp. | Tore  | Punkte |
| --- | ---------------------------- | --- | ----- | ------ |
| 01. | VfR Aalen                    | 30  | 63:22 | 48:12  |
| 02. | SpVgg 07 Ludwigsburg         | 30  | 75:27 | 46:14  |
| 03. | SV Göppingen                 | 30  | 55:32 | 42:18  |
| 04. | SSV Ulm 1846                 | 30  | 52:29 | 38:22  |
| 05. | TSV Eltingen                 | 30  | 40:30 | 31:29  |
| 06. | TSG Backnang                 | 30  | 53:54 | 31:29  |
| 07. | TSG Giengen (N)              | 30  | 35:41 | 30:30  |
| 08. | Sportfreunde Schwäbisch Hall | 30  | 40:34 | 29:31  |
| 09. | VfB Stuttgart Amateure       | 30  | 50:48 | 29:31  |
| 10. | SV Germania Bietigheim       | 30  | 64:54 | 28:32  |
| 11. | VfL Schorndorf               | 30  | 47:60 | 26:34  |
| 12. | FV Nürtingen                 | 30  | 44:65 | 26:34  |
| 13. | SpVgg Renningen (N)          | 30  | 34:47 | 25:35  |
| 14. | 1. FC Normannia Gmünd        | 30  | 36:49 | 23:37  |
| 15. | SB Heidenheim                | 30  | 29:68 | 16:44  |
| 16. | SpVgg Aidlingen (N)          | 30  | 34:91 | 12:48  |

| (M) | 1. Amateurligameister Nordwürttemberg 1973/74 |
| (N) | Aufsteiger aus den 2. Amateurligen 1973/74    |